# Kupoltält

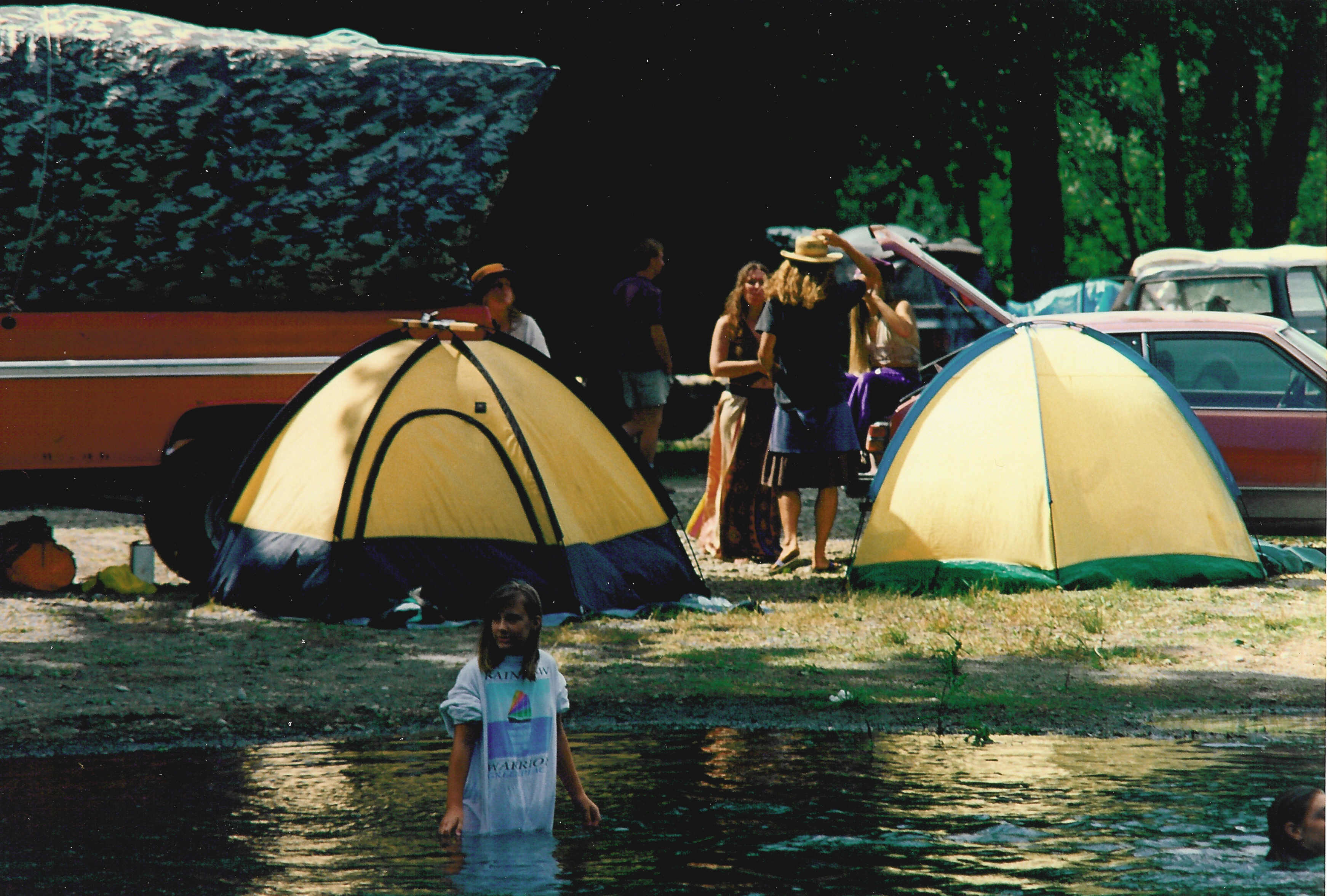
Kupoltält.

Kupoltält är en relativt vanlig konstruktion för campingtält i Europa. Tältduken hålls uppe av två eller tre stycken aluminium- eller glasfiberrör som spänns tvärs över tältet. Vanligtvis består tältet av både inner- och yttertält. Konstruktionen har fördelen att den ofta är självstagande och det krävs få tältpinnar. På grund av de korslagda stängerna klarar tältet relativt kraftiga vindar. Formen gör att det inte spelar någon roll i vilken riktning vinden blåser. Takhöjden medger ofta god sitthöjd i mitten av tältet. Tältets in- och utgångar går vanligen via en eller två absider där mat kan lagas och utrustning förvaras.